# Летающий паром
Лета́ющий паро́м — особая транспортная система, состоящая из двух частей: моста, подобного огромному мостовому крану, и подвижно подвешенной под этим мостом платформы.
У летающего парома платформа подвешена на тросах. Она может подниматься и перемещаться с одного берега водной преграды на другой. Таким образом, эта платформа работает как паромное судно. Летающие паромы строились там, где судоходство требовало высокого пролёта моста, что, в свою очередь, требовало длинных (а следовательно, дорогих в строительстве) въездов на мост, а использование паромов было затруднено из-за приливов.

## История
Первый летающий паром — Бискайский мост-транспортёр — был построен в испанском городе Португалете в 1893 году. Впоследствии было построено больше двух десятков таких мостов. Наиболее популярными они были во Франции, где было создано пять летучих паромов, в том числе в Марселе.
Летучие паромы прекратили строить уже в 1920-х годах, так как они уже не справлялись с перевозкой возросшего числа автомобилей. Тем не менее, было несколько исключений: мост-аттракцион «Sky Ride», построенный в 1933 году специально для всемирной выставки в Чикаго (с пролётом в 564 метра, разобран после закрытия выставки в ноябре 1934 года); мост, построенный в Сталинграде в 1955 году (это был самый длинный мост такого типа с пролётом в 874 метра), и построенный в 1998 году в Лондоне мост в доках королевы Виктории (сейчас использующийся только как пешеходный мост).
В настоящее время больше всего мостов с летающими паромами находится в Великобритании (их четыре, однако один из них не используется).

## Известные мосты

### Сохранившиеся до наших дней
| Название и фотография             | Город                 | Страна         | Дата | Пролёт              | Действующий? | Примечания |
| --------------------------------- | --------------------- | -------------- | ---- | ------------------- | ------------ | --- |
| Бискайский мост                   | Гечо                  | Испания        | 1893 | 164 м (538 фута)    | Да           | Работает круглые сутки (24/7), стоимость проезда составляет 0,45 евро. Один из самых первых мостов такого типа, который стал прототипом последующих построек.                    |
| Рошфорский мост-транспортёр (фр.) | Приморская Шаранта    | Франция        | 1900 | 140 м (460 футов)   | Да           | Работает только летом. |
| Aerial Lift Bridge                | Дулут                 | США            | 1905 | 120 м (390 футов)   | Нет          | В 1929 году был перестроен в разводной мост (вертикально-подъёмный). |
| Newport Transporter Bridge        | Ньюпорт               | Великобритания | 1906 | 196,6 м (650 фута)  | Да           | Мост был закрыт в 2008 году, но позже, 3 июля 2010 мост снова был открыт. На его восстановление потратили более 2 миллионов фунтов стерлингов. Вмещает до 6 машин и 120 человек. |
| Osten Transporter Bridge          | Остен (Осте)          | Германия       | 1909 | 80 м (260 футов)    | Да           | Ныне туристский аттракцион, транспортного значения не имеет. Используется для переправы пешеходов, различного мото- и велотранспорта и ретроавтомобилей.                         |
| Middlesbrough Transporter Bridge  | Мидлсбро              | Великобритания | 1911 | 180 м (590 футов)   | Да           | Перестроен в 2010 году, чтобы выдерживать сильные ветра. Вмещает 200 человек, 9 автомобилей и один микроавтобус.                                                                 |
| Рендсбургский Высокий мост        | Рендсбург             | Германия       | 1913 | 140 м (460 футов)   | Да           | Используется как железнодорожный мост. |
| Puente Transbordador              | Буэнос-Айрес/ Док-Суд | Аргентина      | 1914 | 103,6 м (340 футов) | Да           | Был закрыт в 1960 году, затем восстановлен и снова открыт в 2017 году. |
| Warrington Transporter Bridge     | Уоррингтон            | Великобритания | 1916 | 57 м (187 футов)    | Нет          | Заброшен, является памятником. |
| Puente Nicolás Avellaneda         | Буэнос-Айрес/ Док-Суд | Аргентина      | 1940 | 45 м (147,6 фута)   | Нет          | |

### Новые
| Название                   | Место                   | Дата | Пролёт | Действует? | Примечания                                                                                   |
| -------------------------- | ----------------------- | ---- | ------ | ---------- | -------------------------------------------------------------------------------------------- |
| Royal Victoria Dock Bridge | Лондон, Великобритания  | 1998 | 128 м  | Нет        | Изначально задумывался как мост-транспортёр, но в данный момент используется как пешеходный. |
| Erlebnisbrücke             | Мёнхенгладбах, Германия | 2003 | ~ 10 м | Да         | Маленький мост для перевозки людей.                                                          |
| Hamrštejn                  | Храстава, Чехия         | 2010 | 23 м   | Да         | Маленький деревянный мост для перевозки людей.                                               |